# 사탄

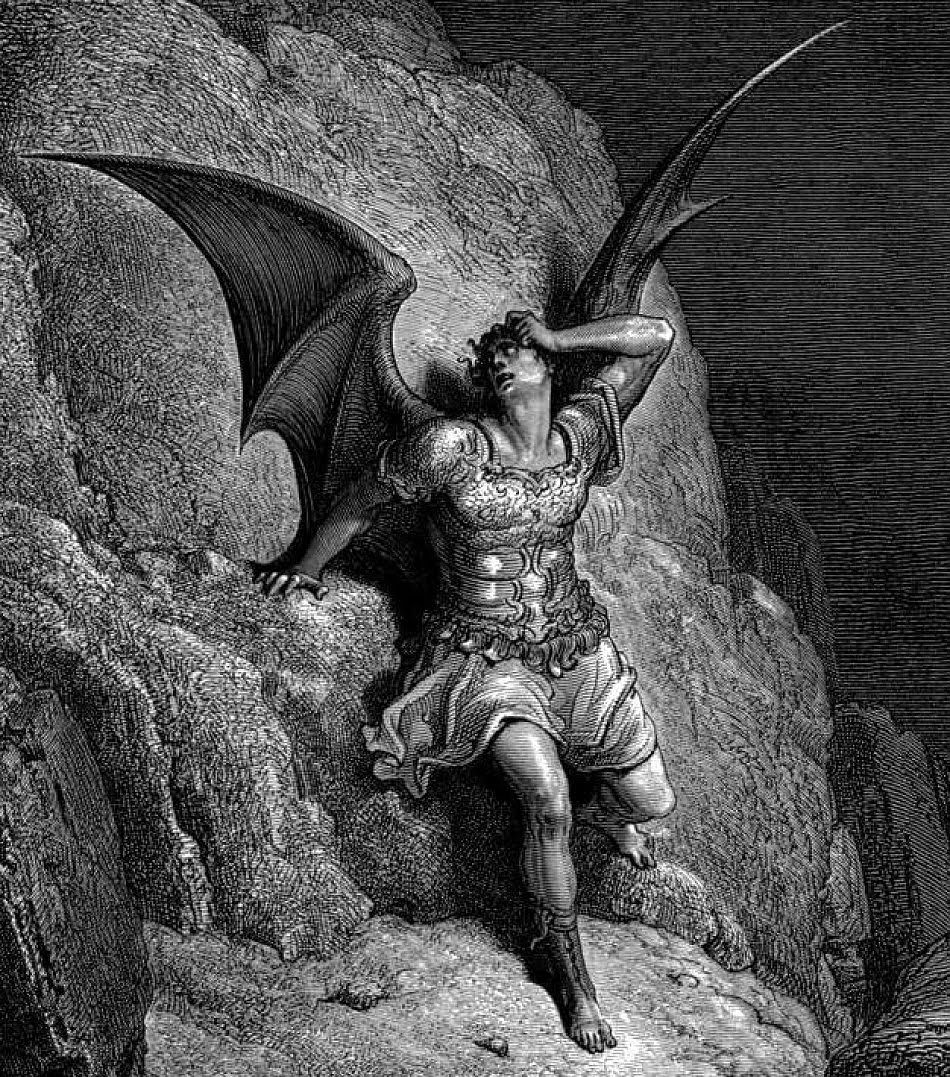
존 밀튼의 실낙원에 나오는 사탄을 묘사한 귀스타프 도레의 그림

사탄(히브리어: שָּׂטָן sāṭān, 고대 그리스어: σατανάς satanas[*], 아랍어: شَيْطَان šayṭān[*])은 마귀(魔鬼)라고도 하며 타락한 영들의 우두머리다. 사탄을 정관사 없이 사용하면 보통명사가 되어 "대적자, 반대하는 어떤 사람"이 되지만 정관사와 함께 사용하면 고유명사가 되어 “고발하는 자, 참소하는 자"가 된다. 예수 그리스도는 사탄에 대해 "그는 처음부터 살인자였다. 그에게는 진리가 없으므로 그가 진리의 편에 서지 못한다. 그는 거짓말을 할 때마다 자기 본성을 드러낸다. 이것은 그가 거짓말쟁이며 거짓의 아비이기 때문이다."라고 실체를 폭로했다.
창세기의 뱀은 사탄으로 해석된다. 창세기 3:1은 "들짐승 중에"라고 언급하지만, 영문과 히브리어 원문 성서에서는 "들짐승들 보다"로 되어있기에 "들짐승 중에"는 번역 오류이다. 해당 구절은 들짐승들, 인간, 천사를 포함한 하나님의 모든 피조물들 보다 뱀이 더 간교하다는 의미에서 쓰여졌다고 보는 것이 적절하다. 고대 히브리어에는 모음이 없었기 때문에 נָחָשׁ(Nā ḥāš)을 구성하는 문자는 속이는 자나 점술사로 번역될 수도 있다. 형용사의 어근으로서 이 단어는 빛나는을 뜻하는 명사를 의미하는 것으로 번역될 수 있다. 이 단어의 파생어는 성경의 여러 장소에서 동/놋의 빛을 가리키기 위해 사용되었다. 이는 성경에서 일반적으로 천사나 하나님과 관련된 특징입니다. International Standard Version 성경은 נָחָשׁ(Nā ḥāš)을 뱀 대신 빛나는 자로 번역한다. 따라서 창세기의 뱀은 종종 성서 속 뱀의 모습을 한 천사인 스랍(שָׂרָף)으로 해석된다. 창세기의 뱀을 향한 "배로 다니고"라는 저주는 피라미드 텍스트에서 뱀에게 눕거나, 쓰러지거나, 내려가거나, 기어가라고 명하는 주문과 유사하다 (피라미드 텍스트 226, 233, 234, 298, 386). 이러한 유사점은 "배로 다니고"라는 구절이 사지를 잃는 것을 의미하지 않는 다는 것을 시사한다. 오히려 공격 자세로 똑바로 서 있지 말고 유순한 자세를 하라는 것을 의미의 구절이라는 것이다. 피라미드 텍스트는 또한 뱀이 먼지/흙 속으로 사라지는 명령을 의미합니다 (피라미드 텍스트 227, 230, 237). 길가메시 서사시와 욥 16:17에서 저승은 먼지의 집이라고 불립니다. 따라서 먼지를 먹는 저주는 지하 세계로 던져지는 것을 의미할 가능성이 높다.

## 기원
사탄은 하느님의 피조물로서, 원래 하느님 왕좌의 근위병이었으나 창조주와 똑같아지려는 교만 때문에 타락하여 천국에서 쫓겨났다.

## 구약성서의 사탄
단어의 의미는 적이 있다. 악한 사람의 적수도 사탄이라 한다. 사탄은 서적에 27번 나타나, 27번 중에 인간과 천사도 있다. 좋은 사람과 나쁜 사람, 순종의 천사와 반항 천사.
루시퍼와 혼동 하는 경우도 있다.
이사야서와 누가복음서의 유사성 때문에 루시퍼와 동일시 되기도 한다. 루시퍼도 하늘에서 떨어지고 사탄도 하늘에서 떨어지는 장면이 있기 때문이다.
이름의 유래가 새턴에서 기인했다는 이야기가 있다. 물론 Satan이 '새턴'과 발음이 비슷해진 건 영국이 전세계에 영향을 확장하던 식민지 경영 시대에 대모음추이란 현상이 일어난 뒤 이야기이고, 무엇보다 로마 신화의 그 새턴은 제대로 읽으려면 사투르누스라고 읽어야 한다. 그런데, 사탄이란 말도(현재의 의미와는 다르지만) 워낙 옛날부터 쓰인 말이라 정확한지는 알 수 없다.- 히브리어로 사탄은 원수(enemy), 적대자(adversary)의 뜻을 가진 보통명사였는데. 대천사였던 그가 추락함으로 인해 고유명사처럼 쓰이게 되었다. 사탄이 사탄이라는 고유명사로 등장하는 것은 구약성서 중 '욥기'에 처음 나온다.

## 신약성서의 사탄
신약에서 35번 나타난다. 그 중에 2번만 인간에 대해서 쓰이고, 나머지가 디아볼로스와 같은 의미를 가지고 있다. 신약성경에서는 사탄이라 직접적으로 표현되지 않고 여러 가지 별명으로 불리기도 한다. 마귀, 바알제붑, 벨리알, 뱀, 옛 뱀, 용, 원수들, 악한 자, 이 세상 임금, 참소하던 자, 시험하는 자, 꾀는 자, 살인한 자, 거짓말쟁이 등이며, 밀턴의 실낙원에서는 루시퍼, 마스테마 등으로 불린다.

## 기독교
대부분의 그리스도 인들은 악마를 타락한 천사로 보고, 그리스도아델피안 교도들은 악마를 우화로 볼 수도 있다.

## 사탄의 계급
신약성경 에베소서 6장 12절은 사탄의 계급을 말하고 있다.
1) 하늘에 있는 악의 영들 (spiritual wickedness in high places) : 최상위 계급. 사탄, 마귀, 공중권세라고도 한다.
2) 어둠의 세상 주관자들 (the rulers of the darkness of this world) :
3) 권세들 (powers) :
4) 통치자들 (principalities) : 최하위 계급.

## 같이 보기
- 악마
- 사탄교회
- 사탄의 성서